# Spodoptera ogasawarensis
Spodoptera ogasawarensis är en fjärilsart som beskrevs av Matsumura 1926. Spodoptera ogasawarensis ingår i släktet Spodoptera och familjen nattflyn. Inga underarter finns listade i Catalogue of Life.